# Grandopronotalia
Grandopronotalia is een geslacht van kevers uit de familie van de loopkevers (Carabidae). De wetenschappelijke naam van het geslacht is voor het eerst geldig gepubliceerd in 1936 door W.Horn.

## Soorten
Het geslacht Grandopronotalia is monotypisch en omvat slechts de volgende soort:
- Grandopronotalia carnarvona Freitag, 1979